# Peter Fährmann
Peter Fährmann (* 10. Februar 1937 in Borna) ist ein ehemaliger deutscher Tennisspieler.
Fährmann gehörte neben Horst Stahlberg, Werner Rautenberg und Konrad Zanger zu den besten Tennisspielern der DDR in den 1950er und 1960er Jahren.
In der DDR und nach der Wende im vereinigten Deutschland sammelte Peter Fährmann 60 nationale Meisterschaften, die seine Ausdauer dokumentieren.
Ab 1953 bis 1955 erteilte Fährmann bei den Hallenjugendmeisterschaften der DDR seinen Konkurrenten das Nachsehen.
Der Linkshänder war besonders für seinen Doppelpartner Werner Rautenberg immer ein unangenehmer Gegner, sodass diese beiden meist den Kampf um den zweiten Platz in der DDR-Rangliste bestritten. Im Doppel harmonierten Fährmann und Rautenberg sehr gut und brillierten unter freiem Himmel bei sieben Titelgewinnen. Ihre internationale Stärke bewiesen sie bei den Meisterschaften von Rumänien, wo sie 1961 die Paarungen Günther Bosch/Alexandru Bardan und im Halbfinale sogar Ion Țiriac/Ilie Năstase bezwangen.
Für den tschechischen Spitzenspieler Pawel Korda avancierte Fährmann zu einem Angstgegner. 1961 und 1962 hatte der Tscheche in Zinnowitz keine Chance gegen den Publikumsliebling Fährmann. Das glatte 6:2, 6:0 und 6:1 bei der ersten Begegnung muss eine herausragende Leistung von Fährmann gewesen sein, da Korda in derselben Saison Christian Kuhnke wie auch den Halbfinalisten von Wimbledon, Michael Sangster, geschlagen hatte.
Neben einigen Teilnahmen in Ägypten war seine größte Tennisreise zu den Games of the New Emerging Forces (GANEFO) 1963 in Djakarta. Fährmann gelang zumindest im Doppel mit seinem jugoslawischen Partner Nikola Spear der Einzug in die zweite Runde, wo sie jedoch den späteren Siegern Toomas Leius/Lichatschow aus der UdSSR mit 3:6 und 3:6 unterlagen.
Als Fährmann 1965 den Trainerposten beim Ernst-Thälmann-Werk, Schwermaschinenbau, in Magdeburg annahm, begann für den dortigen Club Motor Mitte eine goldene Zeit. Nur sieben Mal wanderte in der Folgezeit bis zum Ende der DDR der Mannschaftspokal nicht nach Magdeburg. Bis 1990 war Fährmann der Chefcoach von Motor Mitte. Von folgenschweren Verletzungen verschont, mischte er nach der Wende in den Seniorenmannschaften von Duisburg und Karlsruhe mit. Mit Hamborn 07 verbuchte er sogar noch sieben Europameisterschaften.